# Mauligmer Baloa
Mauligmer Baloa es una política venezolana y diputada suplente de la Asamblea Nacional por el estado Amazonas. Baloa también fue diputada del Consejo Legislativo y candidata a gobernadora del estado.

## Carrera
Mauligmer egresó como abogada de la Universidad Santa María. Trabajó como secretaria privada del despacho del gobernador del estado Amazonas, y entre 2013 y 2016 fue diputada del Consejo Legislativo del estado, integrando la Comisión Permanente de Finanzas y Control Parlamentario del mismo.
Baloa fue electa como diputada suplente por la Asamblea Nacional por el estado Amazonas para el periodo 2016-2021 en las elecciones parlamentarias de 2015, como candidata voto lista de la Mesa de la Unidad Democrática (MUD). En 2019 Mauligmer fue incluida en una lista presentada por la diputada Delsa Solórzano de diputados, entre principales y suplentes, que han sido víctimas de «violaciones de sus derechos humanos, así como de amenazas, intimidación o suspensión ilegal de su mandato en el actual período legislativo». El 12 de agosto del mismo año anunció su decisión de unirse al partido Un Nuevo Tiempo junto con otros diputados y dirigentes.
Posteriormente fue designada como integrante de la subcomisión de Recursos Naturales, de la Comisión de Ambiente, Recursos Naturales y Cambio Climático, para el periodo 2021-22. En las elecciones regionales de 2021 fue candidata a gobernadora del estado, también por la Mesa de la Unidad Democrática.